# Пэрри, Уэйн
Уэйн М. Пэрри (англ. Wayne M. Perry) — американский бизнесмен, международный представитель скаутского движения Америки (BSA) и член международного комитета скаутов. Пэрри также является миноритарием Seattle Mariners, команды Главной лиги бейсбола США.

## Бизнес
После окончания с отличием бакалавриата в Университете штата Вашингтон Пэрри получил степень доктора права в школе права Lewis & Clark Law School (с отличием) и диплом магистра права со специализацией «Налоги» в школе права Нью-Йоркского университета. Пэрри является членом профессиональной ассоциации юристов штата Вашингтон Washington State Bar Association.
В 1976 году Пэрри приступил к работе в компании McCaw Cellular Communications Inc. Он последовательно был юристом, генеральным советником, исполнительным вице-президентом и в 1985 году был назначен президентом компании. В сентябре 1994 года McCaw была поглощена компанией AT&T Wireless Services, и Пэрри стал вице-председателем AT&T Wireless Services. Затем Пэрри стал выполнять обязаннотси главного исполнительного директора и вице-председателя в компании NEXTLINK Communications, а в 1999 году стал сооснователем компании Edge Wireless. В 2008 году AT&T Wireless поглотил компанию Edge Wireless. К моменту окончательного поглощения компания AT&T Wireless уже частично владела Edge Wireless.
Пэрри поддерживает тесные связи со своей альма-матер, школой права Нью-Йоркского университета, где он является членом попечительского совета и финансового комитета.
Пэрри преподавал в бизнес-школе Университета штата Вашингтон в качестве приглашенного профессора. Его лекции были посвящены слияниям и поглощениям компаний.

## Скаутское движение
Пэрри присоединился к скаутскому движению Америки (BSA) в качестве младшего скаута и прошел все ступени до президента главного совета Сиэтла и западного региона. Пэрри является международным представителем BSA с мая 2006 года.